# I've Got You Under My Skin
I've Got You Under My Skin är en sång av Cole Porter, först framförd av Virginia Bruce i filmen Mitt liv är en dans 1936, men senare inspelad av en mängd artister. Idag förknippas sången kanske framför allt med Frank Sinatra.
Neneh Cherry gjorde en raplåt 1990 baserad på I've Got You Under My Skin, vilken spelades in för välgörenhet som gick till bekämpningen av sjukdomen Aids.